# Eraser
 Ikke at forveksle med Eraserhead.
Eraser er amerikansk actionfilm fra 1996 med Arnold Schwarzenegger i hovedrollen, samt Vanessa Williams og James Caan. Filmen blev instrueret af Chuck Russell. Filmen blev nomineret til en Oscar for bedste visuelle effekter til uddelingen i 1996.
Eraser fik blandet modtagelse fra anmelderne, men blev en stor publikumssuccess både i USA og mange andre land. 
Filmens produktionsomkostninger er anslået til $100 millioner.

## Handling
John 'The Eraser' Kruger (Arnold Schwarzenegger) er en elite federal marshal, der arbejder for Witness Security Protection Program (WITSEC). Hans speciale er at garantere deres informanters sikkerhed, ved simpelthen at slette deres identitet. Han får til opgave at beskytte en kvinde ved navn Lee Cullen (Vanessa Williams), der skjuler en hemmelighed om nogle af verdens mest magtfulde styrker. Hun opdager noget hun ikke burde om at en våbenhandel med såkaldte Railguns vil finde sted. Kruger må beskytte hende da hun er troet af adskillige mennesker.
Kruger kommer op i mod nogen med samme slags evner, som han prøver på at beskytte Cullen mod conspiratore og Robert Deguerin (James Caan), hans tidligere mentor. Kruger selv kommer under mistænkelse og beslutter sig for at bevise sin uskyldighed overfor Bellor (James Coburn), lederen af Witness Protection Program.

## Modtagelse

### Anmelderne og publikum
Filmen fik en blandet modtagelse af de amerikanske anmelderne da den kom og har kun fået 33% på Rotten Tomatoes. Den har imidlertid fået 56% på Metacritic. Den kende amerikanske filmkritiker Roger Ebert gav den tre af fire stjerner. Av andre positive omtaler kan en nevne anmelderne i The Globe and Mail, Entertainment Weekly, Time, Newsweek, Washington Post og USA Today. Anmelderne var noget blandet i aviser som Austin Chronicle, Variety, San Francisco Chronicle, The New York Times og Los Angeles Times, mens TV Guide og Christian Science Monitor var mest negativ.
Filmen blev en relativ stor publikumssuccess og indbragte $242 millioner på verdensplan, heraf $101 millioner i USA. Den blev den tiende mest indbringende film på verdensplan i 1996 og den 14ende i USA.

### Priser og nominasjoner
Filmen vandt en BMI Film Music Award for musikken. Den blev i tillæg nomineret til en Oscar for bedte lydeffekter og en MTV Movie Award for «bedte actionsekvens».

## Medvirkende
- Arnold Schwarzenegger som John Kruger
- James Caan som Robert Deguerin
- Vanessa Williams som Lee Cullen
- James Coburn som Beller
- Robert Pastorelli som Johnny Castelone
- Andy Romano som Daniel Harper
- James Cromwell som William Donahue
- Olek Krupa som Sergei Ivanovich Petrofsky
- Nick Chinlund som Calderon
- Joe Viterelli som Tony Deux Orteils
- Danny Nucci som Monroe
- Michael Papajohn som Schiff
- Melora Walters som Darleen
- Mark Rolston som J Scar
- Robert Miranda som Frediano
- Roma Maffia som Claire Isaacs
- Tony Longo som Little Mike
- John Snyder som Sal
- Skipp Sudduth som Watch Commander